# José Antonio Latorre
José Antonio Latorre Beaskoetxea (Bilbao, 1º dicembre 1941) è un ex calciatore spagnolo.

## Carriera

### Club
Cresciuto nella florida "cantera" dell'Athletic Bilbao, debutta nella Liga nella stagione 1960-1961. La sua partita d'esordio fu Betis Siviglia-Athletic (1-3) del 5 febbraio 1961.
Termina la carriera nel Sabadell in Segunda División.